# HMS Neptune (20)
HMS Neptune byl lehký křižník Royal Navy třídy Leander. V červenci 1940 se zúčastnil bitvy u Punta Stilo. V roce 1941 se stal součástí svazu K, který měl za úkol napadat italské konvoje mezi Itálií a severní Afrikou. Neptune se potopil 19. prosince 1942 během nájezdu svazu K proti konvoji, který mířil do Tripolisu. Neptune vplul do minového pole a postupně najel na čtyři miny. Potopení lodi přežilo pouhých 30 mužů, až na jediného muže však zemřeli předtím, než jejich člun za pět dnů nalezla italská torpédovka Generale Achille Papa.